# ベルント・ヨルト

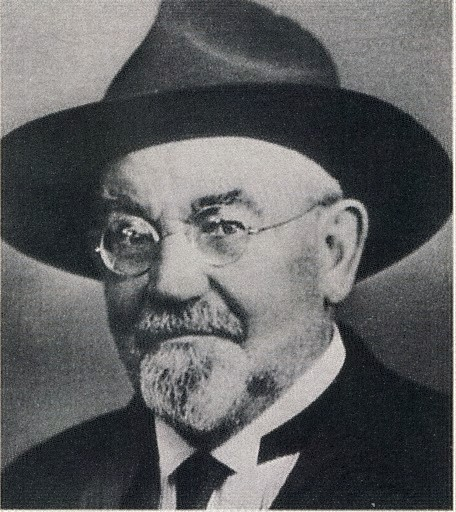
ベルント・アウグスト・ヨルト

ベルント・アウグスト・ヨルト（Berndt August Hjorth、1862年 - 1937年）は、スウェーデンの実業家であり、バーコ・グループ（Bahco）の設立者である。
フィンランド生まれのベルント・アウグスト・ヨルトは1881年にスウェーデンに移住し、1889年にストックホルムで工具と機械を扱うB.A.ヨルト社（B.A. Hjorth & Co.）を設立した。翌年1890年にヨルトはヨハン・ペター・ヨハンソンと彼の発明品であるモンキーレンチを販売するために独占販売契約を結んだ。
1892年、ヨルトはスウェーデンのもう一つの発明品であるフラン・リンドクヴィストが特許を持つプリムス・ストーブの全ての権利を取得し、1918年にはストックホルムの西に所在するリラ・エッシンゲン島（Lilla Essingen）のプリムスの工場を買い取った。
B.A.ヨルト社は1916年に持ち株会社として改組され、1954年に「バーコ」（Bahco）へと改称された。
ストックホルムではヨルトは高級住宅街エステルマルム地区（Östermalm）のヴィラスターデン（Villagatan）のヴィラスターデン15番地に住んでいたが、1930年代初めに同じエステルマルム地区のディプロマットスターデン（Diplomatstaden）に「ヨルト荘」（Villa Hjorth）を建てた。